# Сурначёв, Владимир Леонидович
Влади́мир Леони́дович Сурначёв (29 августа 1945 — 3 февраля 2015, Новосибирск) — советский и российский музыкант и педагог, концертмейстер группы ударных Академического симфонического оркестра Новосибирской государственной филармонии, заслуженный артист Российской Федерации (1993).

## Биография
Учился в музыкальной школе Прокопьевска. В 1970 г. окончил оркестровый факультет Новосибирской консерватории, в 1979 г. — аспирантуру там же по классу профессора И. Бобровского.
Обучаясь в консерватории, начал работать в Новосибирском академическом симфоническом оркестре и ещё до окончания консерватории стал концертмейстером группы ударных инструментов.
В начале 1970-х годов создал в Новосибирске ансамбль ударных инструментов.
С 1979 г. преподавал на кафедре духовых и ударных инструментов Новосибирской консерватории, профессор. Многие из его учеников стали дипломантами и лауреатами всероссийских и международных конкурсов. Группа ударных инструментов оркестра Новосибирской филармонии сформирована его учениками. Преподавал также в Новосибирской специальной музыкальной школе (колледже). 
Похоронен на Заельцовском кладбище (квартал 106).

## Творчество
В составе оркестра гастролировал по России, в странах СНГ, а также в Болгарии, Германии, Австрии, Великобритании, Франции, Голландии, Люксембурге, Испании, Португалии, Италии, Японии; выступал также в качестве солиста.
В 2004 г. в Новосибирске по его инициативе был проведён Международный фестиваль исполнителей на ударных инструментах.
В 1992 году выпустил учебное пособие «Маримба: первоначальный этап обучения».